# Thám tử lừng danh Conan: Chứng cứ đỏ
Thám tử lừng danh Conan: Chứng cứ đỏ (Nhật: 名探偵コナン 緋色の不在証明 Hepburn: Meitantei Conan: Hiiro no Fuzai Shōmei) là phim điện ảnh anime trinh thám của Nhật Bản năm 2019 do Yamamoto Yasuichiro đạo diễn và Miyashita Junichi đảm nhiệm phần kịch bản. Tác phẩm do hãng TMS Entertainment chịu trách nhiệm sản xuất và hãng Toho đảm nhiệm vai trò phân phối. Phim có sự tham gia lồng tiếng của Takayama Minami trong vai Edogawa Conan, đồng thời cũng là người dẫn truyện của bộ phim, cùng với dàn diễn viên phụ gồm Tanaka Atsuko, Hidaka Noriko, Ikeda Shūichi, Morikawa Toshiyuki và Okiayu Ryōtarō. Với mục đích quảng bá cho Thám tử lừng danh Conan: Viên đạn đỏ, bộ phim tổng hợp lại các cảnh hoạt hình từ nhiều tập anime truyền hình Thám tử lừng danh Conan đã phát hành trước đó, lấy gia đình Akai làm trung tâm, cùng với phần lời dẫn truyện được Takayama Minami thu âm mới lại hoàn toàn.
Tại Nhật Bản, Thám tử lừng danh Conan: Chứng cứ đỏ được công chiếu tại các rạp từ ngày 11 tháng 2 năm 2021 và được phát hành trên nền tảng Hulu từ ngày 11 tháng 5 năm 2021. Phim ngoài ra còn được công chiếu tại các rạp tại thị trường Đài Loan, Indonesia, Malaysia, Hồng Kông, Ma Cao, Singapore và được phát hành trên nền tảng phim trực tuyến Pops tại thị trường Việt Nam. Tác phẩm thu về hơn 10,3 triệu USD chỉ riêng tại Nhật Bản và về thứ hai tại bảng xếp hạng phòng vé của thị trường này sau dịp cuối tuần đầu tiên công chiếu.

## Nội dung
Tại một trung tâm thương mại, cả Jodie Starling và Okiya Subaru đều nhìn thấy một người đàn ông trông giống hệt Akai Shuichi với vết sẹo bỏng lớn ở một bên mặt. Ở gần đó, Tổ chức Áo đen đang đợi bên ngoài trung tâm thương mại để trừ khử Akai. Cuối cùng, Gin quyết định từ bỏ vụ ám sát sau khi nhận được yêu cầu từ "người đó" thông qua Vermouth.
Khi đang đi xe buýt, Suzuki Sonoko buộc tội anh chàng mũ xanh đứng sau sàm sỡ mình, dù anh chàng này đã phủ nhận điều đó. Sau màn đối đầu cân tài cân sức giữa Mori Ran và anh chàng, Conan cho biết anh chàng ấy chính là người đã ngăn kẻ biến thái thực sự lại. Cả bốn người sau đó đến khách sạn Haido và tại đây, anh chàng mũ xanh cùng Conan đã phá được một vụ án. Ngày hôm sau, lớp của Ran có một nữ sinh mới chuyển tới tên là Sera Masumi, mà thực chất đó chính là người mũ xanh ngày hôm trước mà cả nhóm tưởng nhầm là con trai. Một hôm khác, Conan và đội thám tử nhí tình cờ gặp Miike Naeko và Miyamoto Yumi khi cả hai đang nói về bạn trai cũ của Yumi. Cả nhóm sau đó tới hiện trường một vụ án, mà một trong số những kẻ tình nghi của vụ án chính là Haneda Shukichi, bạn trai cũ của Yumi đang sống cạnh đó. Sau khi vụ án kết thúc, Conan cùng đội thám tử nhí nhận ra Shukichi chính là một danh nhân shogi nổi tiếng.
Sau giờ học, Conan, Ran, Sonoko và Masumi đến thăm khách sạn nơi Masumi đang ở và phá được một vụ án mạng tại đây. Trên đường đi về, Conan phát hiện máy nghe lén đặt trong gọng kính cậu để lại nhà Masumi đã bị đập vỡ. Đứa trẻ bí ẩn trong nhà Masumi cho biết cô chưa hoàn toàn tin tưởng Conan, và nếu được hỏi, Masumi nên nói với Conan rằng cô ấy là "em gái ngoài lãnh địa". Một hôm khác, trong khi đang xử lý một vụ án tại quán Ramen ngon chết người, cảnh sát Yumi tình cờ có cách miêu tả bạn trai giống hệt cách Masumi miêu tả anh trai thứ của mình. Sau khi kết thúc vụ án, chủ quán mì nói với Conan rằng Masumi đã bỏ quên một chiếc khăn tay có thêu chữ "Mary". Conan sau đó cho rằng Mary chính là tên của đứa trẻ bí ẩn sống trong nhà Masumi.
Trước đó, khi nhóm thám tử nhí bị bắt cóc, Subaru đã đến giải cứu chúng, khiến Haibara Ai nghi ngờ tại sao chỉ vì thấy nhà Tiến sĩ Agasa Hiroshi không sáng đèn mà đã tiến hành đi tìm kiếm bọn nhóc. Sau một vụ án khác, Andre Camel sơ ý tiết lộ việc Kusuda Rikumichi đã tự sát bằng súng lục với Vermouth, khiến Bourbon càng củng cố thêm luận điểm Akai vẫn còn sống. Trong khi Tooru Amuro tới nhà Kudo để đối chất với Subaru, thực chất là do Kudo Yusaku cải trang và Conan giả giọng, thì Camel và Jodie đã lái xe tới đèo Raiha để tìm hiểu về cái chết của Akai mà không hề biết chính Akai đang ngồi ghế sau xe mình. Cả Amuro lần Jodie đều đoán đúng kế hoạch giả dạng cái chết của Akai là do Conan đứng sau dàn dựng. Sau khi ngăn chặn đồng bọn của Amuro rượt đuổi chiếc xe, Akai đã gọi điện cho Amuro tiết lộ mình đã biết Amuro là Cảnh sát Mật và mong muốn Amuro đừng nhầm lẫn mục tiêu thực sự của mình trong khi đang trà trộn vào Tổ chức. Cùng lúc đó tại lễ trao giải Macademy, Yusaku, thực chất là do Kudo Yukiko cải trang, đứng lên phát biểu nhận giải thưởng Kịch bản xuất sắc nhất.
Sau khi nhận ra Masumi đã từng đi du học Anh, Conan nhớ lại ký ức 10 năm trước tại bãi biển nơi cậu đã gặp cả gia đình Akai lần đầu. Tại đây, Kudo Shinichi đã giúp Akai phá một vụ giết người. Dù ban đầu Mary Sera không đồng ý cho Akai gia nhập FBI, nhưng sau đó cô đã đổi ý sau khi thấy con trai mình làm cô nhớ tới người chồng mất tích Akai Tsutomu của mình. Từ ký ức này, Conan nhận ra Masumi đã biết cậu chính là Shinichi, anh trai thứ của gia đình Akai là Shukichi, còn mẹ của bọn họ là Mary, bằng cách nào đó đã bị teo nhỏ lại. Ở đoạn post-credits, Akai cầm một viên đạn cho vào hộp và nói rằng anh và khán giả sẽ sớm gặp lại nhau.

## Lồng tiếng
- Takayama Minami vai Edogawa Conan
- Tanaka Atsuko vai Mary Sera
- Hidaka Noriko vai Sera Masumi
- Ikeda Shūichi vai Akai Shuichi
- Morikawa Toshiyuki vai Haneda Shukichi
- Okiayu Ryōtarō vai Okiya Subaru

## Phát hành
Thám tử lừng danh Conan: Chứng cứ đỏ ban đầu dự kiến công chiếu giới hạn trong ba tuần từ ngày 11 tháng 2 năm 2021, tức ngày Quốc khánh Nhật Bản, đến ngày 4 tháng 3 năm 2021 tại Nhật Bản. Phim sau đó được kéo dài thời gian công chiếu từ ngày 5 tháng 3 năm 2021 để kéo thêm khán giả tới xem. Tác phẩm cũng được phát hành trên nền tảng phim số Hulu từ ngày 11 tháng 5 năm 2021.
Đối với các thị trường quốc tế, phim được khởi chiếu ngày 26 tháng 2 năm 2021 tại Đài Loan, ngày 17 tháng 3 năm 2021 tại Indonesia, ngày 18 tháng 3 năm 2021 tại Hồng Kông, Ma Cao và Malaysia, và ngày 1 tháng 4 năm 2021 tại Singapore. Tại thị trường Việt Nam, Thám tử lừng danh Conan: Chứng cứ đỏ được ra mắt trên nền tảng phim trực tuyến Pops trong khoảng thời gian giới hạn 1,5 tháng.

## Đón nhận

### Doanh thu phòng vé
Thám tử lừng danh Conan: Chứng cứ đỏ thu về 10,3 triệu USD chỉ tính riêng tại thị trường Nhật Bản. Tại Nhật Bản, kết thúc bốn ngày công chiếu, phim thu về 2,38 triệu USD với 98.000 vé được bán ra, trong đó doanh thu cho hai ngày cuối tuần là 1,19 triệu USD. Phim ra mắt ở vị trí á quân trên bảng xếp hạng doanh thu phòng vé tuần, xếp sau I Fell in Love Like A Flower Bouquet.

### Đánh giá chuyên môn
Viết cho Cineverse, cây bút Chairandy Fajri nhận định rằng "vì đây là phim tổng hợp nên khi xem bộ phim này có cảm giác như đang đọc một chương trong manga với các đoạn chuyển cảnh, bối cảnh phim cùng nhân vật bị cắt rất nhanh. [...] Tuy nhiên, đây không phải là điều gì xấu, vì xét ra, khán giả phải làm quen với gia đình Akai thì mới có thể theo dõi được Viên đạn đỏ."